# Repče, Trebnje
Repče este o localitate din comuna Trebnje, Slovenia, cu o populație de 93 de locuitori.